# 23 tháng 7
Ngày 23 tháng 7 là ngày thứ 204 (205 trong năm nhuận) trong lịch Gregory. Còn 161 ngày trong năm.

## Sự kiện
- 1759 – Chiến tranh Bảy Năm: Quân Nga giành thắng lợi trước quân Phổ trong trận Züllichau, có điều kiện tiến sâu vào lãnh thổ của Phổ-Brandenburg.
- 1785 – Ba phiên quốc Tin Lành của La Mã Thần thánh là Phổ, Hannover và Sachsen thiết lập Liên minh các Vương hầu nhằm chống lại họ Habsburg trong đế quốc.
- 1862 – Henry Halleck nắm quyền chỉ huy quân miền Bắc trong Nội chiến Hoa Kỳ.
- 1883 – Vua Dục Đức bị quyền thần Nguyễn Văn Tường và Tôn Thất Thuyết phế truất, bắt giam ở Dục Đức đường.
- 1921 – Đại hội đại biểu toàn quốc lần thứ nhất của Đảng Cộng sản Trung Quốc khai mạc trong địa phận tô giới Pháp tại Thượng Hải.
- 1942 – Holocaust: Các phòng hơi ngạt tại Trại hủy diệt Treblinka bắt đầu hoạt động để tàn sát người Do Thái.
- 1952 – Hiệp định Paris năm 1951 có hiệu lực, Cộng đồng Than Thép châu Âu được hình thành với các thành viên là Pháp, Tây Đức, Ý và ba quốc gia Benelux.
- 1972 – vệ tinh Erts-1 được phóng,có thể xem như vệ tinh "sinh thái" đầu tiên.
- 1980 – Phạm Tuân được tàu Soyuz 37 phóng lên không gian, trở thành người Việt Nam và Châu Á đầu tiên bay vào không gian.
- 1988 – Nhà lãnh đạo trên thực tế của Miến Điện từ năm 1962, tướng Ne Win, từ chức sau các cuộc biểu tình ủng hộ dân chủ.
- 1992 – Abkhazia đơn phương tuyên bố độc lập khỏi Gruzia.
- 2001 – Megawati Sukarnoputri trở thành nữ tổng thống đầu tiên của Indonesia.

## Sinh
- 1989 – Daniel Radcliffe, diễn viên người Anh, người thủ vai Harry Potter trong loạt phim cùng tên.
- 1995 – Hwasa, ca sĩ, rapper người Hàn Quốc, thành viên nhóm nhạc nữ Mamamoo
- 1996 – Danielle Bradbery, ca sĩ người Mỹ
- 1910 – Tạ Quang Bửu,giáo sư công nghệ quân sự
- 1773–Thomas Makdougall Brisbane,nhà Thiên văn học

## Mất
- 907 – Khúc Thừa Dụ, Tiết độ sứ dành độc lập cho Tĩnh hải quân (Việt Nam) (s. 830)
- 1739 – Nguyễn Phúc Điền, tước phong Dận Quốc công, công tử con chúa Nguyễn Phúc Chu (m. 1700).
- 1865 – Nguyễn Phúc Miên Sủng, tước phong Tuy Biên Quận công, hoàng tử con vua Minh Mạng (s. 1831)
- 1951 – Hồ Tùng Mậu, nhà hoạt động chính trị Việt Nam (s. 1896)
- 2002 – Phan Đình Thứ, tướng lĩnh Việt Nam Cộng hòa (s. 1919)
- 2011 – Amy Winehouse, ca sĩ người Anh (s. 1983)
- 2014 – Quỳnh Giao, ca sĩ người Việt Nam (s. 1946).
- 1951– Hồ Tùng Mậu,nhà cách mạng và chính khách cộng sản người Việt Nam

## Những ngày lễ và kỷ niệm
- Ai Cập: Quốc khánh